# Tekle Haymanot II
Cette page contient des caractères éthiopiques. En cas de problème, consultez Aide:Unicode ou testez votre navigateur.
Tekle Haymanot II (né en 1754 et mort en 1777) est négus d’Éthiopie sous le nom de Admas Sagad III de 1769 à 1777. Il est le fils aîné de Yohannes II.

## Règne
À Gondar, des dissensions se développent entre les Galla et les gens du Qwara. Ras Mikaël, gouverneur du Tigré, est appelé pour établir la paix. Il abat les parents de Méntouab, veuve de Bacaffa l'Impitoyable, puis attaque les Galla. Mais Mikaël échappe dans sa résidence de Gondar à un attentat par balle tirée d’une fenêtre par un serviteur de l’Empereur Yoas Ier. La nuit même, Yoas est étranglé dans son palais (1770). Ras Micaél fait venir de Ouahni, où sont retenus les princes rivaux, le fils cadet de Iyasou II, âgé de 70 ans, qui meurt quelques mois après avoir été intronisé. Takla-Haïmanot II, son fils, qui accepte de rentrer dans le jeu de Mikael Sehul, le remplace. Selon James Bruce, qui séjourne alors à Gondar, l’autorité est passée aux chefs militaires, qui se disputent le pouvoir. L’impératrice Méntouab, alors âgée, est encore influente.
Après des alternatives de succès et de défaites, Ras Mikaél est fait prisonnier par une coalition des chefs du Bégemeder (Bégamder) et du Godjam avec les Galla, puis est contraint de regagner le Tigré. Méntouab voit se grouper autour d’elle un certain nombre de mécontents, vite assez puissants pour que Takla-Haïmanot II et Ras Micaél soient contraints d’abandonner Gondar. Mais le bâtard Sousnesyos II, opposé à l’Empereur, est vite vaincu. Le souverain et Ras Mikaël entrent en force dans la capitale et châtient sans pitié les révoltés.
Les Galla de Ras Goucho, alliés aux princes du Bégemeder et du Godjam, affrontent Takla-Haïmanot II et Ras Mikael Sehul à Sérbaqoussa. Ras Mikaël est vaincu après trois batailles. Méntouab revient alors du Godjam où elle s’était réfugiée. Takla-Haïmanot II, d’abord laissé sur le trône, est assassiné en 1777 dans son palais par les hommes de Ras Goucho, qui brisent dans la lutte les grands miroirs de Venise. Son frère Tekle Giyorgis Ier lui succède seulement en 1779 et règne par éclipse jusqu'en 1800.